# Limidae
I Limidi (Limidae Rafinesque, 1815 ) sono una famiglia di molluschi bivalve, unica famiglia dell'ordine Limoida.

## Tassonomia
Comprende i seguenti generi:
- Acesta H. Adams & A. Adams, 1858
- Ctenoides Mörch, 1853
- Divarilima Powell, 1958
- Escalima Iredale, 1929
- Fukama Kilburn, 1998
- Lima Bruguière, 1797
- Limaria Link, 1807
- Limatula S. V. Wood, 1839
- Limatuletta Fleming, 1978
- Limea Bronn, 1831
- Notolimea Iredale, 1924
- Stabilima Iredale, 1939